# (4021) Dancey
(4021) Dancey ist ein Hauptgürtelasteroid, der am 30. August 1981 von Ted Bowell von der Anderson-Mesa-Station des Lowell-Observatorium aus entdeckt wurde.
Der Asteroid wurde nach Roy und Bruce D. Dancey benannt, die für die Teleskope des Dominion Astrophysical Observatorys verantwortlich waren.